# 센닌다이 신호장
가미오히라다이 신호장(일본어: 仙人台信号場)은 일본 가나가와현 아시가라시모군 하코네정에 위치한 하코네 등산 철도 철도선의 신호장이다.

## 역사
- 1919년 6월 1일: 오다와라 전기 철도 철도선 개통 시에 개업.

## 개요
2선의 구조를 가진 교행을 위한 신호장. 낮에는 전 열차의 교행을 실시하지 않지만 교행을 실시하지 않는 경우도 반드시 일단 정차한다.
또한, 하코네 등산 철도의 표시 간판이나 팜플렛에서는 각 역・신호장의 표고가 제시되고 예전에 410m로 표기되었으나 2013년 재고 조사에서 398m로 정정되었다.

## 인접역
| 하코네 등산 철도 철도선        | 하코네 등산 철도 철도선 | 하코네 등산 철도 철도선    |
| ------------------------------ | ----------------------- | -------------------------- |
| OH 53 오히라다이 오다와라 방면 |                         | 미야노시타 OH 54 고라 방면 |